# Erik Paaske
Erik Johannes Paaske, född 21 augusti 1933 i Kolding, död 13 juni 1992 i Frederiksberg, var en dansk skådespelare och sångare.
Paaske, vars far var murare, arbetade som murarlärling 1948–1952 och under sex år som murarmästare runt Kolding. På fritiden uppträdde han som sångare, festmusiker och medverkade i amatörteater. När Søren Weiss fick se Paaske uppträda uppmanade han honom att åka till Köpenhamn för att bli professionell skådespelare. Paaske studerade vid Det Kongelige Teaters elevskola 1958–1961 och knöts därefter till teaterns fasta ensemble fram till 1974.

## Filmografi (urval)
- 1962 – Weekend
- 1969 – Den vilda jakten på likbilen
- 1982 – Otto är en noshörning
- 1987 – Hipp hurra!
- 1987 – Pelle Erövraren
- 1988 – Vid vägen
- 1990 – Casanova